# 新城市立海老小学校
新城市立海老小学校（しんしろしりつ えびしょうがっこう）は、かつて愛知県新城市海老にあった公立小学校。
2016年（平成28年）3月、（旧）新城市立鳳来寺小学校、新城市立連谷小学校、新城市立鳳来西小学校と統合されて閉校し、（新）新城市立鳳来寺小学校が開校した。閉校後、体育館と運動場は新城市の団体のみに開放されている。

## 沿革

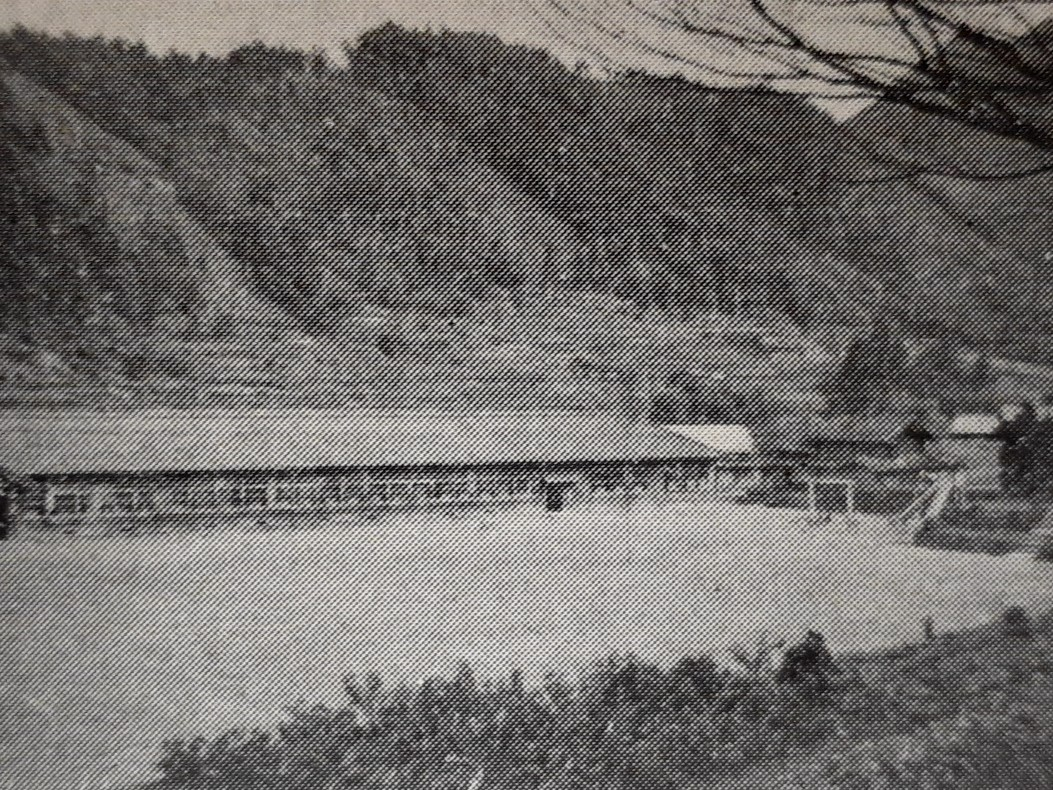
1954年の海老小学校

- 1873年（明治6年） 10月15日- 第二大学区第九中学区第九番小学海老学校として開校。
- 1878年（明治11年） - 東海老村、西海老村、双瀬村（一部）、大石村（一部）、古宿村（一部）が合併し、海老村が発足。
- 1883年（明治16年）8月 - 校舎を新築し、移転する。南設楽郡第十八学区公立小学海老学校と呼ぶようになった。
- 1886年（明治19年） - 四谷学校を統合する。四谷分教場を設置する。 南設楽郡尋常小学海老学校に改称する。
- 1889年（明治22年）10月1日 - 海老村、四谷村、連合村、中島村と副川村の一部（旧・双瀬村）が合併し、海老村が発足する。
- 1890年（明治23年）地元の有力者により、私立高等小学校が開校する。
- 1892年（明治25年）10月 - 高等科を設置し、海老村立尋常高等小学校に改称する。私立高等小学校は廃校となる。
- 1893年（明治26年）9月 - 四谷分教場が独立して、四谷尋常小学校となる。
- 1894年（明治27年）4月28日 - 海老村が町制施行して海老町が発足する。
- 1910年（明治43年）1月 - 校舎を増築する。
- 1912年（明治45年）4月 - 裁縫補習学校を附設する。
- 1918年（大正7年）4月 - 実業補習学校を附設する。裁縫補習学校を廃止する。
- 1922年（大正11年）10月 - 校舎を増築する。
- 1926年（大正15年）7月 - 青年訓練所を附設する。
- 1935年（昭和10年）4月 - 青年学校を併設する。
- 1941年（昭和16年）4月1日 - 海老国民学校に改称する。
- 1947年（昭和22年）4月1日 - 海老町立海老小学校に改称する。
- 1948年（昭和23年）8月 - 校舎の西半分が海老町立海老中学校の校舎となる。
- 1949年（昭和24年）9月 - 校舎を増築する。
- 1956年（昭和31年）9月30日 - 海老町が鳳来町に編入され、同時に鳳来町立海老小学校に改称する。
- 1973年（昭和48年）12月 - 体育館が完成する。
- 1979年（昭和54年）3月 - 新校舎（鉄筋コンクリート造）が完成する。
- 2005年（平成17年）10月1日 - 鳳来町が新城市に編入され、新城市立海老小学校に改称する。
- 2016年（平成28年）3月 - 閉校。